# Ted D'Arms
Ted D'Arms est un acteur américain né le 20 mai 1937 et mort le 18 décembre 2011.

## Filmographie
- 1973 : Cinderella Liberty : Cook
- 1973 : Idaho Transfer (en) de Peter Fonda : George Braden
- 1978 : Doubles : Dennis Cooley
- 1979 : The Runner Stumbles (en) de Stanley Kramer : Sheriff
- 1982 : Divorce Wars: A Love Story (TV) : Larry Davis
- 1989 : Drugstore Cowboy : Neighbor Man
- 1990 : Chips, the War Dog (TV) : Sen. Browne
- 1991 : Coupable (Past Midnight) : Bill Tudor
- 1992 : Adventures in Spying
- 1993 : L'Incroyable Voyage (Homeward Bound : The Incredible Journey) : Le Vétérinaire
- 1998 : William Psychspeare's The Taming of the Shrink : Richard
- 2003 : G-Sale : Dick Nickerson